# 송태섭
미야기 료타(宮城 リョータ,みやぎ りょうた)는 이노우에 다케히코의 만화 작품 및 그것을 원작으로 하는 애니메이션 「슬램 덩크」에 등장하는 가공의 인물. 애니메이션으로의 성우는 일본은 시오야 요쿠,한국은 故 오세홍(비디오 초기), 손원일(비디오 후기), 故 김일(SBS), 엄상현(더 퍼스트)이다.

## 프로필
- 이름: 미야기
- 한국 이름: 송태섭
- 소속: 쇼호쿠 고등학교 2학년 1반
- 혈액형: B형
- 신장: 168cm
- 체중: 59kg
- 생일: 7월 31일
- 등번호: 7
- 포지션: 포인트 가드(PG)
- 신발: 컨버스 아크세레레이타

## 인물
농구 부원. 고등학교에서도 농구를 계속할까 헤매고 있었지만 아야코(이한나)에 한 눈에 반해 농구부에 입부하였다. 여성에게 전혀 인기있지 않고 많은 여성에게 계속 차여 있는 날, 타교의 여자 학생에게 차인 것을 우연히 목격하고 있던 사쿠라기 군단에 바보 취급 당한다. 많은 여성에게 고백하고 있는 것도 아야코에게의 미련을 끊기 때문에라는 묘사가 있다. 농구부에 복귀한 날, 아야코가 사쿠라기와 함께 걷고 있는 장면을 보자마자 사쿠라기와 아야코의 관계를 의심해 대싸움이 된다. 그 후도 체육관에서 눈에도 멈추지 않는 연속기술(이시이의 말)이나, 서로 뺨을 맞거나 하는 등 사쿠라기와는 문자 그대로 핵탄두에 핵탄두를 부딪친 상태(시오자키의 말)가 되었다. 그러나, 모두 여운이 없게 짝사랑의 상대에게 뒤돌아 봐 주지 않는 사이이기 때문에 사쿠라기와 의기 투합해, 다음날에는 연습에 사이좋게 어깨를 끼고 체육관에 나타났다. 사쿠라기에게서는 「료짱」이라고 불리고 있다(처음은 「료타군」이었다). 시합중에 사쿠라기가 핸드 터치하는 회수가 가장 많은 멤버이다. 문제아 군단으로 예외 없이 성적은 나쁘다. 하지만 아야코에 보이면 대단한 지력을 발휘한다. 또, 싸움의 실력은 상당히 강하고, 또 그룹의 리더를 분별할 수도 있는 것 같고, 미쓰이 등 불량 그룹이라는 싸움에서는 보스 미쓰이만을 집요하게 공격하고 있거나 사쿠라기 군단에 바보 취급 당했을 때도 곧바로 미토가 리더라고 인식하고 있었다. 다른 스타팅 멤버에 비하면 개인적인 에피소드가 약간 적고, 사쿠라기들이 입부할 때까지의 1년간 어떠한 활약을 해왔는지 등 불명한 점도 많다. 사쿠라기가 농구부에 들어갈 때까지는 미쓰이 등과의 싸움이 원인으로 입원하고 있었다. 소학교로부터 PG로, 다오카 감독에게서는 가나가와현 내에서도 다섯 손가락에 들어오는 가드로 꼽히는 실력자. 료난의 다오카 감독의 스카우트 제의를 거절하고 안자이 감독을 좇아 쇼호쿠에 들어간다. 속공을 비롯한 게임 메이크를 중심으로, 몸집이 작은 신체를 살린 스피드 플레이가 특색으로, 그 스피드는 타교의 플레이어로부터도 주목을 받지만 쇼요전에서는 신장차이에 괴로워했다. 또, 점프력도 있어, 10cm정도의 신장차이이면 슛 블록 하는 것은 어렵지 않다. 쇼요전 이후의 전 시합에 풀 출장한 유일한 선수이다. 중거리로부터의 점프 슛이나 자유투는 골칫거리. 귀의 피어스가 트레이드마크. 애니메이션에서는 왼팔에 흰색 리스트밴드를 두 개, 원작에서는 적과 흑의 리스트밴드를 두 개 장착하고 있다. 초반으로는 다른 스타팅 멤버에 비하면 활약의 장면이 약간 적고, 또 신장이 작기 때문에 팀의 위크포인트로서 다루어지는 것도 많았다. 정신적으로 약한 면도 있어, 산노우전의 전야에는 산노우의 비디오를 보고 위축되어 아야코의 앞에서 무기력인 발언을 했다. 그러나, 가이난전에서는 하나미치와의 리바운드 분쟁을 억제한 다카사고의 볼을 털어 하나미치의 덩크를 어시스트 하고, 료난전에서는 센도의 불의를 다해 다짐의 슛을 결정해 산노우전에서는 종반에 대해 게임의 흐름이나 상대의 심리 상황을 적확하게 판단해, 또 전의를 상실하고 있는 팀메이트를 질타해 붕괴 직전의 팀을 지지하는 등, 마키에게 인정되는만큼 PG로서 큰 성장을 보였다. 또, PG로서의 실력, 만일의 경우의 정신력은 신뢰가 높고, 산노우전에서는 쇼호쿠가 붕괴하는 중 안자이로부터 특공대장으로서 볼 운반을 맡는다. 아야코로부터 손바닥에「No. 1 가드」라고 매직으로 쓰여져 그 후 산노우에서도 최강의 사와기타와 후카쓰의 더블 팀을 드리블로 방치로 해, 루가와에게 기술 있는 패스를 내는 장면은 명장면이다. 사쿠라기에게 사기의 테크닉인 페이크를 가르쳤던 것도 미야기이다. 야스다와는 같은 중학교 출신으로 구면의 사이. 또, 루가와가 스타팅 멤버 중에서 가장 부담없이 이야기할 수 있는 인물이기도 했다. 아카기와 고구레의 은퇴 후, 쇼호쿠고 농구부의 신캡틴으로 취임. 농구를 계속하는 미쓰이를 「눈 위의 혹」이라고 발언한다. 리더십의 방법책에 영향을 받아 현재는 아카기 이상의 무서운 캡틴으로 울리고 있다. 주간 영 점프 특별독절 「피어스」에서 소학교 6학년 때의 아야코라고 생각되는 인물이 료타와 함께 그려지고 있어 난외에도 「아야코와 료타의 비밀」이라고 하는 기술이 있기 때문에 이 2명이 과거에 만나고 있던 일을 읽어낼 수 있다. 이 이야기속에서 료타가 몸에 걸치고 있는 피어스가 원래 아야코의 것이며, 아야코와 처음으로 만났을 때에 붙인 일이 그려져 있다. 소학교 3학년 때에 형을 바다에서 잃었다. 그 때에 함께 낚시를 데려 가서 주지 않았던 것에 화가 나 입에 담은 「바보 형!! 더 이상 돌아오지 말아라!!」라고 하는 말이 마지막 말이 되었기 때문에 매우 후회하고 있다.